# Katharine Graham
Katharine Graham (ur. 16 czerwca 1917 w Nowym Jorku, zm. 17 lipca 2001 w Sun Valley, Idaho) – amerykańska wydawczyni.
Kierowała należącą do rodziny gazetą „The Washington Post” przez ponad dwie dekady, włącznie z najsławniejszym okresem afery Watergate, która doprowadziła do rezygnacji prezydenta Richarda Nixona z prezydentury Stanów Zjednoczonych. Zdobyła Nagrodę Pulitzera w 1998 za wspomnienia Personal History.